# Robert Nhil

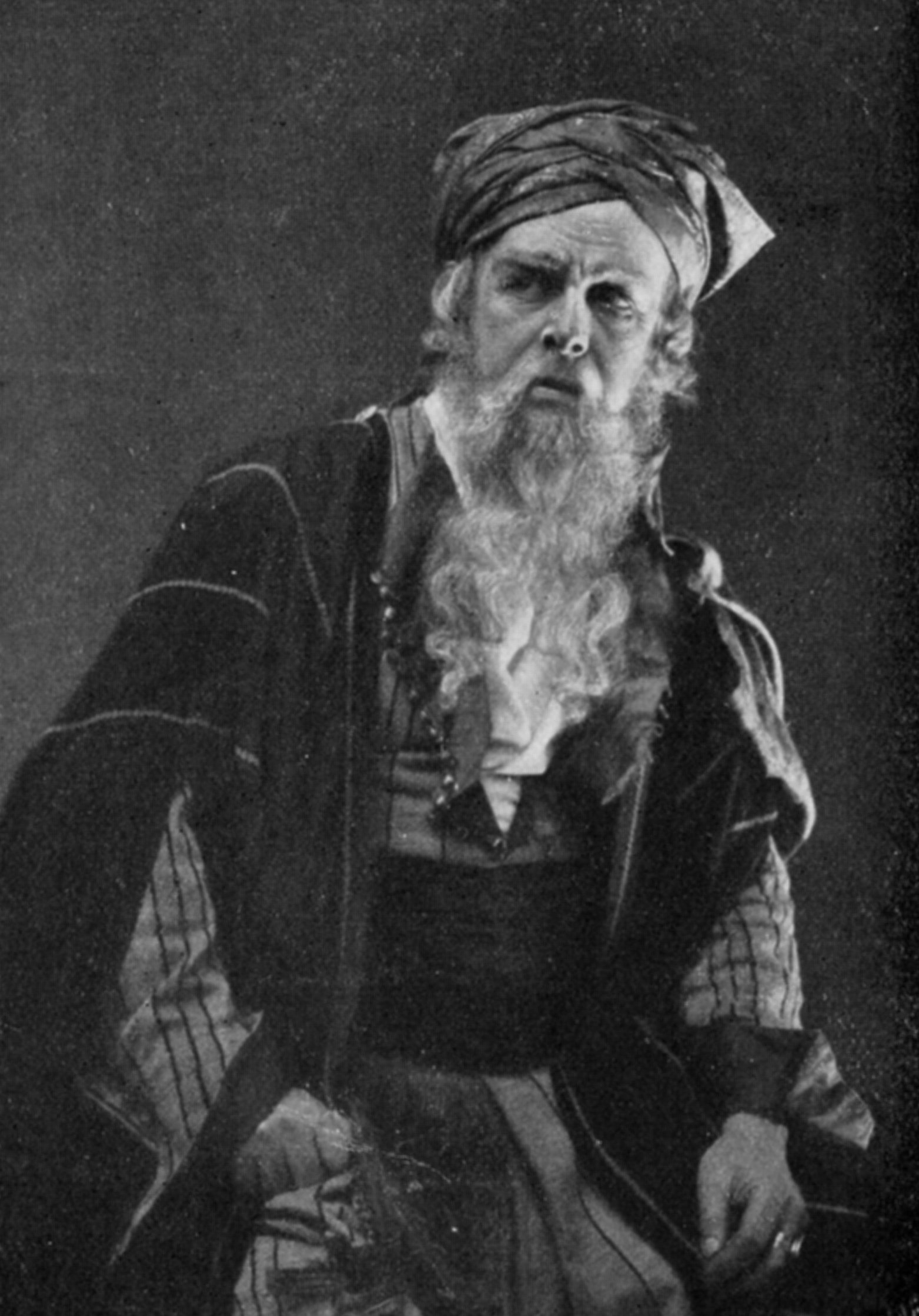
Robert Nhil, Foto von Arnold Mocigay, um 1909

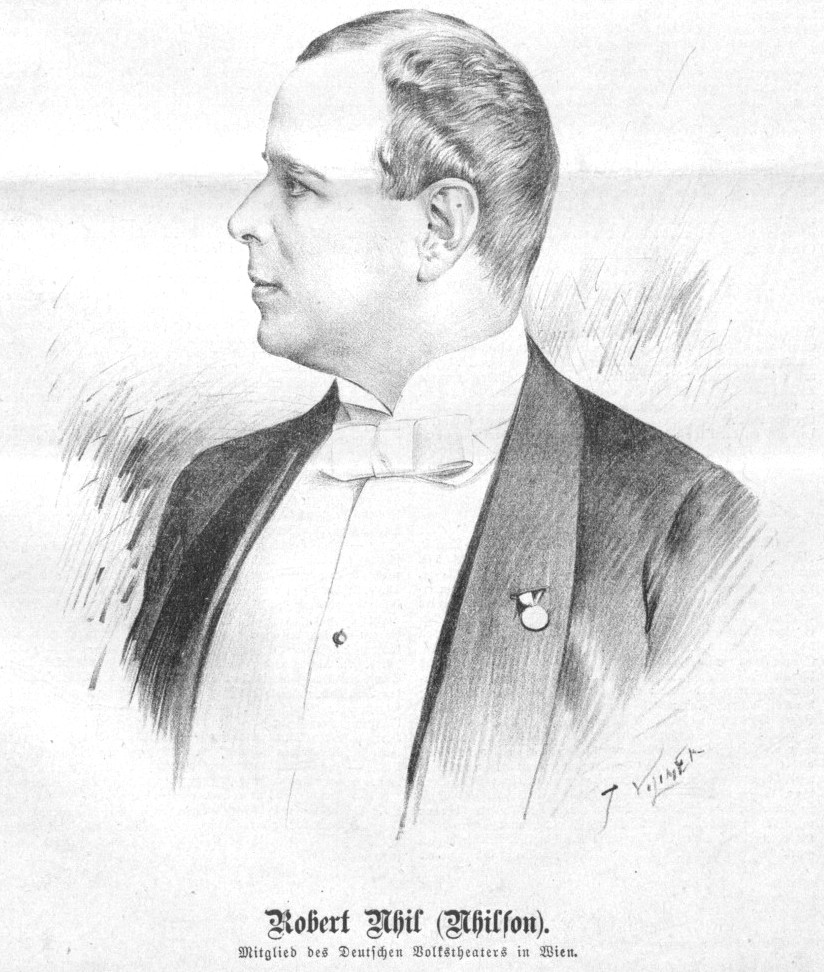
Robert Nhil (von Jan Vilímek, 1892)

Robert Nhil, auch Robert Nhilson, eigentlich Gustav Reinhold Julius Stegmüller (* 18. Juli 1858 in Hamburg; † 31. Oktober 1938 ebenda) war ein deutscher Theaterschauspieler und gefeierter Charakterstar des Theaters im ausgehenden 19. und frühen 20. Jahrhundert. 

## Leben
Der Kaufmannssohn wuchs unter anderem in Gotha auf, wo er auch das Gymnasium besuchte. Er hatte, mit der ursprünglichen Absicht Architekt zu werden (wie auch sein Bruder), in München das Polytechnikum besucht. Beeinflusst vom Schauspieler Adolf Christen, entschied er sich um und wechselte an die Akademie der Künste, um sich künstlerisch ausbilden zu lassen. Zu seinen Lehrern zählten, neben Christen, auch Christens Ehefrau Klara Ziegler und der Schauspieler Christian Puley.
Seinen Theatereinstand gab er am 17. Dezember 1880 in Eßlingen am Neckar mit der Titelrolle in dem Lustspiel „In Goethes lustigen Tagen“. Zu Nhils frühen Bühnenstationen seit dem 3. Oktober 1882 gehören Meiningen, Heidelberg, Chemnitz, Kiel (Winter 1884/1885), Oldenburg (Hoftheater, ab dem 12. September 1885; erneut Winter 1886/87) und Dresden (ebenfalls Hoftheater, ab 2. August 1887). Für Festengagements in seiner Vaterstadt kehrte Nhil zwischen 1889 und 1900 zweimal nach Hamburg, an das Thalia-Theater, zurück. Zwischen beiden Verpflichtungen wirkte er knapp drei Jahre lang (von September 1892 bis Juni 1895) am Deutschen Volkstheater in Wien. Gastspiele führten ihn kreuz und quer durch Europa, u. a. nach London (Juni 1897) und Paris (Mai 1899). Im Jahre 1900 war er als Sozietär an der Gründung des am 15. September desselben Jahres eröffneten Hamburger Schauspielhauses beteiligt, dem er bis zu seiner Pensionierung 1935 angehören sollte.

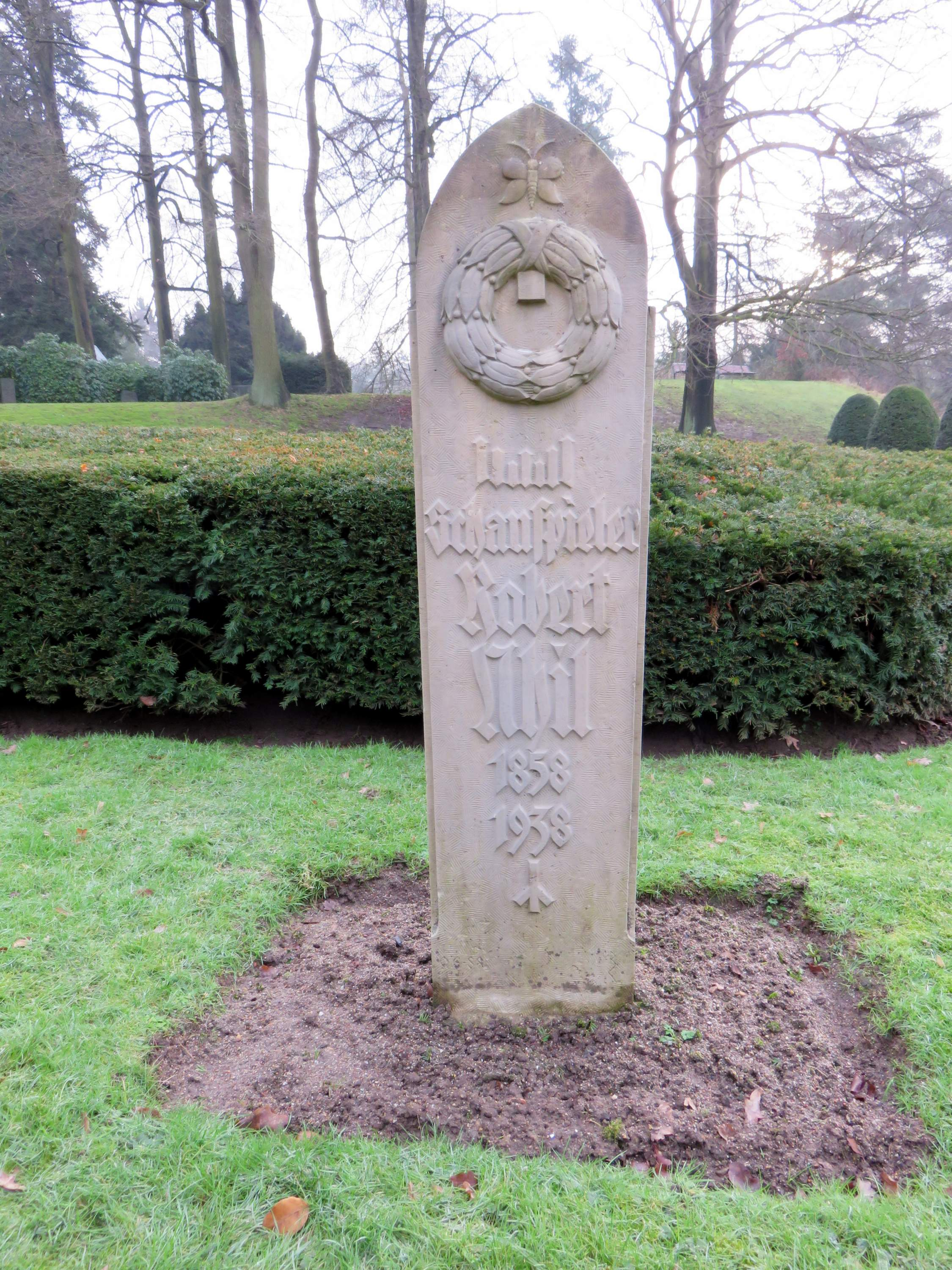
Grabmal Althamburgischer Gedächtnisfriedhof Ohlsdorf

Schon in jungen Jahren deckte Nhil nahezu die gesamte Palette der Heldenpartien und zentralen Charaktere der Weltliteratur ab: Er war der Jago in Shakespeares Othello, der Wallenstein im gleichnamigen Schiller-Drama, Spaniens König Philipp II. in Schillers Don Karlos, Lessings Nathan der Weise, Lord Bolingbroke in Eugène Scribes Lustspiel Das Glas Wasser und der Mephisto in Goethes Faust. Besondere Erfolge feierte er in Aufführungen nach Vorlagen Henrik Ibsens: Schon vor der Jahrhundertwende reüssierte Nhil als John Gabriel Borkman im gleichnamigen Gesellschaftsstück, als Hjalmar in Die Wildente und als Torvald Helmer in Nora.
Schon frühzeitig erhielt der Theaterkünstler zahlreiche Auszeichnungen, darunter die Oldenburgische Goldene Medaille und die Coburgische Herzog-Ernst-Medaille. Anlässlich seines 80. Geburtstages wurde seiner gedacht als „der volkstümlichste, vielleicht der letzte große klassische Schauspieler, der in Hamburg wirkte. Selten hat Hamburg einen Schauspieler so geehrt und gefeiert wie Nhil.“. Gut drei Monate später starb er. 
Nhil, der auch als Schauspiellehrer (u. a. von Elisabeth Flickenschildt) gearbeitet hatte, fand seine letzte Ruhestätte auf dem Althamburgischen Gedächtnisfriedhof des Ohlsdorfer Friedhofes in unmittelbarer Nähe der letzten Ruhestätten von Gustaf Gründgens und Ida Ehre. Nhil zu Ehren wurde in Hamburg eine Robert-Nhil-Straße im Stadtteil St. Georg benannt.